# Astério
Na mitologia grega, Astério (em grego clássico: Ἀστερίων; romaniz.: Asterion; lit. "senhor das estrelas"; Asterios na mitologia romana) era um rei de Creta, filho e sucessor de Téctamo e de uma filha de Creteo.
Quando Europa chegou à ilha, após a sua aventura com Zeus, Astério acolheu-a e acabou por casar com ela, ainda que não quisesse ter filhos da que tinha sido uma das amantes preferida do deus.
Contudo, tratou como um pai, educou e nomeou como herdeiros os filhos que sua mulher teve com Zeus: Minos, Radamanto e Sarpedão.
Alguns autores consideram estes como filhos de Astério, identificando-o assim como o raptor de Europa. O escudo de Creta (um touro) que figurava no barco usado por Astério para a raptar da Fenícia identificá-lo-ia assim com o rapto de Zeus transformado em touro.
Quando Astério morreu, legou o seu trono a Minos que baniu imediatamente os seus irmãos.
O Minotauro tinha também o nome Astério e, segundo alguns estudiosos, tratava-se de facto da mesma entidade.
Há um interessante conto de Jorge Luis Borges (A Casa de Astério) sobre este assunto.